# Maciej Gębala
Maciej Gębala (* 10. Januar 1994 in Gdynia) ist ein polnischer Handballspieler.

## Karriere

### Verein
Maciej Gębala spielte in Polen für die Vereine SMS Gdańsk und Arka Gdynia, bevor er 2013 zum deutschen Erstligisten SC Magdeburg wechselte, bei dem er überwiegend in der zweiten Mannschaft eingesetzt wurde. In der Handball-Bundesliga kam der zwei Meter große Kreisläufer in drei Spielzeiten auf 16 Einsätze, in denen er drei Tore erzielte. In der Saison 2013/14 wurde er mit einem Zweitspielrecht für den HC Aschersleben ausgestattet, das er nicht hätte haben dürfen. Daraufhin wurde er von der Handball-Bundesliga im März 2014 für den Rest der Saison gesperrt. Im EHF-Pokal 2015/16 gab er für den SCM sein internationales Debüt. Im Sommer 2016 kehrte er nach Polen zurück, wo er mit Wisła Płock zweimal in Folge den zweiten Platz in der polnischen Meisterschaft belegte und an der EHF Champions League teilnahm. Ab 2018 lief Gębala für den deutschen Bundesligisten SC DHfK Leipzig auf. Sein Vertrag wurde im September 2022 vorzeitig bis Juni 2028 verlängert.
Gębala wechselte im Sommer 2024 zum HC Erlangen.

### Nationalmannschaft
Mit der polnischen Nationalmannschaft nahm Gębala an der Europameisterschaft 2016 (7. Platz), an der Weltmeisterschaft 2017 (17. Platz), an der Europameisterschaft 2020 (21. Platz), an der Weltmeisterschaft 2021 (13. Platz) und an der Europameisterschaft 2022 (7. Platz) teil. Bei der Weltmeisterschaft 2025 warf er acht Tore in sieben Spielen und belegte mit dem Team den 26. Platz. Seit dem 7. November 2015 bestritt er 110 Länderspiele, in denen er 144 Tore erzielte.

## Privates
Maciej Gębalas Brüder Tomasz, der mit ihm nach Magdeburg gewechselt war, und Stanislaw spielen ebenfalls professionell Handball.